# Roztylice
Roztylice – wieś w Polsce, położona w województwie świętokrzyskim, w powiecie ostrowieckim, w gminie Waśniów. 
Wieś jest siedzibą sołectwa Roztylice, w skład którego wchodzą również miejscowości Nagorzyce i Witosławice.
W latach 1975–1998 miejscowość administracyjnie należała do województwa kieleckiego.
Na południe od wsi położona jest Góra Witosławska oraz rozciąga się rezerwat przyrody Małe Gołoborze.

## Części wsi
| SIMC    | Nazwa        | Rodzaj                     |
| ------- | ------------ | -------------------------- |
| 0276305 | Na Folwarku  | część wsi                  |
| 0276311 | Na Koloniach | część wsi                  |
| 0276334 | Nagorzyce    | przysiółek (przed 2023 r.) |
| 0276328 | Witosławice  | część wsi (przed 2023 r.)  |

## Zabytki
Drewniana kaplica pw. Zesłania Świętego Ducha, na Górze Witosławskiej, z końca XVIII w., rozbudowana w 1830, wpisana do rejestru zabytków nieruchomych (nr rej.: A.627 z 19.06.1958 i z 14.01.1972).

## Wspólnoty wyznaniowe
- Świadkowie Jehowy: zbór, Sala Królestwa[8].